# マッカリ・ゴーサーラ
マッカリ・ゴーサーラ（パーリ語：Makkhali Gosala、漢：末迦梨瞿舎利、生没年不詳）またはマスカリン・ゴーサーラは、釈迦の活躍した時代に仏教・ジャイナ教と並んで有力だった裸形托鉢教団アージーヴィカを主導した自由思想家。六師外道のひとりで、厳格な決定論を説き、釈迦は彼を最も危険で下等な教えであると断じた。

## 略歴
マッカリ・ゴーサーラは、巡礼者であった両親が牛舎のなかで雨季を過ごしていたときに生まれたといわれている。
成長したゴーサーラは、ジャイナ教をはじめたヴァルダマーナ（マハーヴィーラ）の弟子として彼のもとで数年間修行し、苦行にいそしんで、呪力を身につけ、それによってアージーヴィカ教の指導者になったといわれる。仏典やジャイナ教典によれば、ゴーサーラは強力な呪術師であった。「呪術の火」によって弟子を失ってしまったことがあったが、この弟子はマハーヴィーラとのあいだの呪術試合ののちに死んでおり、これはマハーヴィーラの呪力に敗れたことを意味している。ミルチア・エリアーデは、これを紀元前485年から紀元前484年に起こった出来事だと推定している。
また、ジャイナ教の伝説によれば、ゴーサーラはマハーヴィーラと激しい論戦の結果、没したとされる。これは、十六大国のうちで最も強力だったマガダ国の王アジャータシャトル（阿闍世王）がヴァッジ国に対し戦争を起こした同年にあたり、この戦争は、ブッダの最期を告げる『マハーパリニッバーナ・スッタンタ』（涅槃経）に準備段階として登場することから、ゴーサーラの没年はブッダ入滅の数年後と考えられる。
仏典の1つである『義足経上異学角飛経』上では、彼は他の五人の外道と共に語らい、舎衛城で釈迦と神通を競ったが敗れたとある。

## 思想
マッカリ・ゴーサーラとその教団アージーヴィカは、仏教徒やジャイナ教徒からの攻撃を受け、その教典も現存していないことから、教義や実践について再構成するのは、仏典やジャイナ教典に引用された断片によらざるをえず、至難の業である。しかし、その宗教活動はかなり古い運動とかかわりを有しており、仏教やジャイナ教の成立と比較しても、幾世代にもさかのぼりうるものである。

### 12要素説
ゴーサーラは、生けるものを構成している要素として、霊魂、地、水、火、風、虚空、得、失、苦、楽、生、死の12種類の実体を掲げた。このうち「得」以下の6要素は、これらの名で呼ばれる現象作用を可能ならしめる原理とは何であるかを考慮し、これを実体化したものである。ここでは、霊魂もまた物体と同様に把握され、すべての元素、また動植物などいっさいの生物にもそれぞれ霊魂が存すると主張している。

### 宿命論と業の否定
ゴーサーラは、万物はその細部にいたるまで宇宙を支配する原理であるニヤティ（宿命）によって定められているとして、人間の意志にもとづくあらゆる行為を否定し、徹底的な宿命論を説いた。その主張の本質は「人間の努力は無駄である」というものであったため、ブッダやマハーヴィーラによって厳しく批判された。
ゴーサーラによれば、いっさいの生きとし生けるもの（衆生）が輪廻の生活をつづけているのは「無因無縁」なのであり、またかれらが清らかになって、解脱するのも無因無縁である。言い換えれば、存在が堕落する原因や動機というべきものはなく、原因も動機もなしに堕落するし、存在の純粋さも同様であって、そこにも原因や動機はなく、これらなしに存在は純化されうる。
すなわち、この思想は仏教思想の根本たる縁起の説とは真っ向から対立する。生きとし生けるものには、支配力もなく、意志の力もなく、ただ運命と状況と本性とに支配され、いずれかの状態において苦楽を享受する。つまりは、人が同じことをしても結果が異なることがあるのは、運命によるものなのであり、行為そのものには運命を変える力がなく、行為それ自体に善悪もなく、それに対する報いもまた存在しないのである。
意志にもとづく行為は成立しえないのであるから、輪廻するもののあり方は宿命的に定まっており、6種類の生涯（六道）をたどって清められ、やがて解脱にいたる。「840万大劫」とよばれる計り知れない長大な年月のあいだ、賢者も愚者も流転し輪廻して苦の終わりに達するのであり、その期間、修行によって解脱に達することは不可能である。ゴーサーラは、あたかも糸玉を投げると解きほぐされ、糸がすっかり解け終わるまで転がりつづけるように、賢き者も愚かな者も定められた期間の間は生々流転をつづけ、最後は何の努力もなく、自然に解脱にいたると主張した。
こうしてゴーサーラは、当時、汎インド的に信じられていた「業」の思想を否定し、行為以外の何かが結果を決定しているとし、それは神ではないとした。神では結果の多様さ、特にその不幸な状態を説明できない。それはまた、自然の本性でもない。また、仏教などが説くカルマ（行為の結果）でもありえず、「宿命」（ニヤティ）と呼ぶほかないものであり、人は宿命との合一がなされたとき成功するのであり、宿命のみが人の幸福や不幸のありようを説明するのだと説いた。

### 苦行の励行
アージーヴィカでは、宿命を説く一方で、苦行を義務づけている。これは、一見、矛盾するようにみえるが、アージーヴィカ教徒にとって、解脱は「転がされた糸玉がすっかり解け終わる」と比喩されるように、心、ことば、身体によるすべての行為が消滅することであり、それは、半年にわたって飲食を減らしていき、最後は何も飲まず、食せずして死に至る「スッダーパーヤナ」と呼称される苦行によって現実化すると考えられていたためである。なお、丸井浩は、おそらくは苦行によって宿命を安らかに受け入れる境地をめざしていたものではないかと推定している。

### アージーヴィカ
「アージーヴィカ」の原義は「命ある（jIIvika）限り（aa）」であるともいわれる。
すなわち、「命ある限り誓いを守る」ということであり、出家者には苦行と放浪が義務づけられ、その多くは宿命を読む占星術師や占い師として活躍したという。かれらはマハーヴィーラやゴーサーラ以前からの慣習にしたがい、裸で徘徊し、他の遍歴修行者同様、乞食し、厳格な食事上の規則にしたがい、その多くは餓死することによって生命を終えた。アージーヴィカは元来は「生活法に関する規定を厳密に遵奉する者」の意で自称したものであるが、他教団から貶称として用いられるときは「生活の糧を得る手段として修行する者」の意となり、漢訳仏典では「邪命外道」の漢字があてられている。
ゴーサーラの思想はインド思想史において特異な地位を占め、その決定論的思考は、自然現象の解明や生命法則の研究と結びついた。
アージーヴィカ教は、インド亜大陸のほぼ全域を統一したマウリヤ朝のアショーカ王（阿育王）とその後裔にあたるダシャラタ王の時代に保護されて大勢力となった。アショーカ王碑文（第7デリー・トプラ碑文）には仏教、バラモン教、ジャイナ教と並んでアージーヴィカの名が登場し、当時、栄えた宗派のひとつであったことが推定できる。その後、しだいに勢力は衰え、主としてジャイナ教に吸収されていったが、南インドのマイソール（カルナータカ州）などでは存続し、少なくとも13世紀にいたるまではタミル人を中心に信奉されていたことが知られている。